# Alcyonée (galaxie)
Alcyonée ou SDSS J081421.68+522410.0, est une radiogalaxie à faible excitation située à 3,5 milliards d'années-lumière de la Terre dans la constellation du Lynx. Elle est la radiogalaxie / galaxie la plus longue connue, sa longueur totale est estimée à 5 méga parsecs soit 16 millions d'années-lumière, battant le record érigé par la galaxie elliptique géante IC 1101 et le record de la radiogalaxie 3C 236, elle sera désignée par ses découvreurs comme « la plus grande structure d'origine galactique ».

## Découverte
Alcyonée a été premièrement révélée dans un papier publié en février 2022 par le M.S.S.L, publié par Oei et ses collègues, après avoir obtenu des résultats du Low-Frequency-Array (LOFAR), ceux du Two-metre Sky Survey (LoTSS) et ceux du Northern Sky. L'objet a d'abord été observé comme une structure radio lumineuse à trois composants visible sur au moins quatre résolutions spatiales du LoTSS (résolutions de 6, 20, 60 et 90 minutes d'arc). Les deux composants externes de la structure radio sont séparés par une distance similaire à la structure radio plus petite et allongée, signifiant leur nature en tant que lobes radio possibles. D'autres confirmations utilisant des superpositions radio-optiques rejettent la possibilité que les deux lobes radio soient séparés de différentes galaxies et confirment qu'ils ont été produits par la même source. La structure a été identifiée comme la plus grande radiogalaxie jamais découverte et a été surnommée par l'article initial "Alcyoneus", du nom du fils d'Uranus et du Titan Gaia dans la mythologie grecque.

## Propriétés physiques
Alcyonée a été décrit comme une radiogalaxie géante, une classe spéciale d'objets caractérisés par la présence de lobes radio générés par des jets relativistes alimentés par le trou noir supermassif de la galaxie centrale. Les radiogalaxies géantes sont différentes des radiogalaxies ordinaires en ce sens qu'elles peuvent s'étendre à de bien plus grandes échelles, atteignant jusqu'à plusieurs mégaparsecs de diamètre, bien plus grandes que les diamètres de leurs galaxies hôtes. Dans le cas d'Alcyonée, la galaxie hôte n'héberge pas de quasar et est relativement insciente, l'imagerie spectrale du Sloan Digital Sky Survey Data Release 12 (SDSS DR12) suggérant un taux de formation d'étoiles de seulement 1,6 × 10−2 M☉ par an. Cela le classe comme une source radio à faible excitation, Alcyonée obtenant la majeure partie de son énergie en raison du processus relativiste du jet de la galaxie centrale plutôt que du rayonnement de son noyau galactique actif. La galaxie hôte centrale d'Alcyonée a une masse stellaire de 2,4 × 1011 M☉, avec son trou noir supermassif central estimé avoir une masse de 3,9 ± 1,7 × 108 M☉ ; tous deux typiques des galaxies elliptiques, mais des valeurs nettement inférieures à celles d'autres galaxies similaires hébergeant des sources radio géantes. Elle est une galaxie seule, en effet, la galaxie la plus proche de Alcyonée se situe à 11 millions d'années-lumière d'elle.